# Делчево (община)
Община Делчево (мак. Општина Делчево) — община в Північній Македонії. Адміністративний центр — містечко Делчево. Розташована в східній частині Македонії Східний статистично-економічний регіон з населенням  17 713 мешканців, які проживають на площі — 423 км².